# Miquel Çalopa
Miquel Çalopa va ser rector de la universitat de l'Estudi General de Barcelona

## Biografia
Miquel Çalopa va néixer al segle XVI a Vallvidrera (Barcelona). Va obtenir el grau de batxiller en Arts el 26 de març de 1558 i el de Mestre en Arts el 29 de març del mateix any. Va ser nomenat rector de la Universitat de l'Estudi General de Barcelona, càrrec que va exercir entre l'1 d'agost de 1558 i el 31 de juliol de 1559. Va morir al segle xvi.

## Publicacions
- Astor, Jeroni; Carmona, Martí Joan; Çalopa, Francesc; Vidal, Lluís, Priuilegium Regis Ferdinandi anni Millesimi quadrimgentesimi nonagesimj tertij extrats [sic] a originali processu dreto in Regia aud[ient]ia ad Relationem Mag. Hieronymi Astor inter Iuris perites ex una & cives honoratos Barc[ino]ne apud Martinu[m] Ioannem, Carmona notts. pro Regijs man. et scribis prodets per dictum Mag. Ludouicu[m] Vidal ... [Manuscrit]. Barcelona: 1599. Disponible a: Catàleg de les biblioteques de la UB.